# Michael St. Gerard
Michael St. Gerard (New York Mills (New York), 22 januari 1961), geboren als Michael G. Kallassy, was een Amerikaanse acteur en is nu pastoor.

## Biografie
St. Gerard begon in 1987 met acteren in de film Senior Week. Hierna heeft hij nog meerdere rollen gespeeld in televisieseries en films zoals Elvis (1990), Beverly Hills, 90210 (1991) en Into the Sun (1992). Hij heeft veel rollen gespeeld als Elvis Presley omdat hij er veel op lijkt met zijn uiterlijk en gedrag. 
St. Gerard verliet in 1994 het acteren, in deze tijd leidde hij ook een zondagsschool. Hij ondervond regelmatig een spirituele ervaring en besloot daarom om pastoor te worden. Toen hij officieel pastoor was ging hij een kerk leiden in Harlem New York. In deze functie heeft hij een goed contact met de jeugd aldaar, dit omdat hij hen goed aanvoelt.

## Filmografie

### Films
- 1994 Replikator – als Ludo Ludovic
- 1993 Based on a Untrue Story – als Crack
- 1992 Live Wire – als Ben
- 1992 Into the Sun – als Luitenant Wolf
- 1992 Star Time – als Henry Pinkle
- 1989 Heart of Dixie – als Elvis Presley
- 1989 Great Balls of Fire! – als Elvis Presley
- 1988 Hairspray – als Link Larkin
- 1987 Senior Week – als Everett

### Televisieseries
Uitgezonderd eenmalige gastrollen.
- 1991 Beverly Hills, 90210 – als Chris Suiter – 4 afl.
- 1990 Elvis – als Elvis Presley – 13 afl.